# Sergi Vidal i Plana
Sergi Vidal i Plana (Badalona, 9 d'abril de 1981) és un exjugador de bàsquet professional català que jugava en la posició d'escorta. Juntament amb Albert Ventura, era un dels capitans del primer equip del Joventut de Badalona.

## Carrera esportiva
Es va formar a les categories inferiors del Club Joventut de Badalona, club amb el qual va arribar a debutar a la lliga ACB en la temporada 1999-2000, en un partit a Madrid contra l'Adecco Estudiantes. En el partit del seu debut va jugar gairebé 9 minuts i va aconseguir 9 punts i un rebot.
L'any 2000 va fitxar pel TAU Ceràmica, on va jugar durant 9 temporades. Amb el TAU va ser subcampió de l'Euroleague els anys 2001 i 2005. Va guanyar dues Lligues ACB (2002 i 2008) i en va ser subcampió en tres ocasions. També va guanyar quatre Copes del Rei, les edicions del 2002, 2004, 2006 i 2009, i quatre supercopes (2005, 2006, 2007 i 2008).
Després de la seva llarga estada a Vitòria va fitxar pel Reial Madrid. Allà hi va jugar durant tres temporades, i va ser subcampió de la Copa del Rei (2010 i 2011) i subcampió de la Supercopa (2010). Després va fitxar pel Lagun Aro GBC on hi va jugar només una temporada. Després de dues temporades més a l'Unicaja Màlaga, el 6 d'agost de 2014 es va fer oficial el seu retorn al FIATC Joventut.
El mes de febrer de 2017, en el partit disputat a la Fonteta, Sergi Vidal es va unir a la llista de "jugadors històrics" en minuts a la Lliga Endesa, després de superar la xifra de 12.000 minuts que dona accés a aquest club. Fins a la data, només altres 30 jugadors havien aconseguit aquesta fita.
Durant la pretemporada 18-19 va acordar la seva desvinculació amb el club badaloní. Vidal no havia jugat cap minut en els quatre amistosos disputats i el tècnic del conjunt verd-i-negre, Carles Duran, ja l'havia avisat al final de la temporada passada que no tindria minuts si es quedava. L'endemà de rescindir el contracte va fitxar pel Cafés Candelas Breogán, acabat d'ascendir a la lliga Endesa aquesta temporada.

### Palmarès
- 2 Lligues ACB (2002 i 2008).
- 4 Copes del Rei (2002, 2004, 2006 i 2009).
- 4 supercopes (2005, 2006, 2007 i 2008).

### Selecció espanyola
L'any 2000 va jugar amb la selecció espanyola jove el campionat d'europa que es va celebrar a la República de Macedònia (avui, Macedònia del Nord), a on va aconseguir la medalla de bronze. L'any següent va disputar el Campionat del Món sub-21 al Japó. Va debutar amb la selecció absoluta a l'estiu de 2005 a Calp, davant la selecció francesa, on va aconseguir anotar tres punts. Aquell mateix any va disputar el campionat d'Europa a Belgrad, a on Espanya va ser quart, just darrere de França. En el mes de novembre de 2017 va ser convocat amb la selecció espanyola per disputar la primera finestra dels partits de la fase de classificació per a la Copa del Món 2019.